# デザイナーベイビー (小説)
『デザイナーベイビー』は、岡井崇による医療小説。2011年7月8日に早川書房から単行本が刊行された。2013年8月にハヤカワ文庫上下版が発刊され、2015年9月8日にはハヤカワ文庫（新版）が刊行された。
処女作『ノーフォールト』で起きた「徳本さん事件」から10年後の城南大学病院を舞台とした作品。生殖医療を題材としており、柊奈智や須佐見教授など前作に登場した人々も多く登場する。
2015年にNHK総合でテレビドラマ化された。

## あらすじ
城南大学病院の新生児室から、生後3日目の女児が連れ去られる事件が発生する。女児は将来のノーベル賞候補者と目される近森博士の娘で、ダウン症を患っており、一刻も早い救出が求められる。犯人からの要求に従い、院長が身代金5000万円の運搬を請け負うが、一枚上手の犯人にまんまと奪われてしまう。
誘拐事件の犯人が杳（よう）として分からないまま、城南大学病院では更なる災難が起きる。妊娠中に脳梗塞を起こした妊婦の江嶋英恵が肺塞栓症により急死する。担当看護師が、血栓ができるのを予防するための薬の投与を忘れたと告白し、医療ミスとして処理されるかに思われた。だが、一度や二度の投薬忘れで死ぬことは有り得ないとの見解が示され、看護師による殺人の疑いが高まる。
調べを進めていくうちに、誘拐事件と妊婦急死事件に関連が見えてくる。

## 登場人物

### 城南大学病院医師
須佐見 誠二郎（すさみ せいじろう）
産婦人科教授。怒りっぽい性格。
柊 奈智（ひらぎ なち）
講師。産科病棟医長。学生結婚し長男・雄太を、10年後に長女・亜紗子を出産。2人の出産の間に夫と離婚・再婚をした。夫・隆弘は循環器内科の医師。
桧垣 進（ひがき すすむ）
講師。アメフト部出身。アメリカのバイオベンチャー企業HLG社から資金提供を受け、都立成育医療センター研究所で極秘に「胎児遺伝子治療」の研究をしている。
矢口 恵子（やぐち けいこ）
助教。入局10年目。第15回ヨーロッパ周産期学会に出席するためイタリアへ。ボローニャ大学へ留学予定。分娩患者の個人情報が含まれる研究データが入ったメモリを盗まれる被害に遭う。
小山 淑恵（こやま よしえ）
15年目のベテラン助産師。明るく闊達な性格で、医師や須佐見に対してもずばずば物を言う。
大井出 慎（おおいで まこと）
院長。眼科の教授。3年前に院長に就任した。須佐見の10年後輩で、同じアイスホッケー部でも後輩だった。
山原 あけみ（やまはら あけみ）
江嶋英恵の担当看護師。勤務態度に問題があると師長からも注意を受ける。敏幸とは不倫関係にあり、一連の事件の片棒を担ぐが、最後は敏幸に睡眠薬を大量に飲まされ殺された。

### 近森家
近森 望美（ちかもり のぞみ）
近森博・優子夫妻の長女。新生児室から連れ去られる。ダウン症と心室中隔欠損症を患っている。
結局、作中の最後まで彼女は行方不明のままであり、6年後、とある夫婦（誰なのかは語られていない）の子供として育てられた「ノゾミ」という6歳の子供がベートーヴェンのソナチネ5番（子供が弾くには難易度が高い）を発表会で演奏した帰りに警察官に尋問されるシーンで物語りは終わる。
近森 博（ちかもり ひろし）
44歳。東都大学大学院工学部情報通信工学の教授。将来ノーベル賞受賞も夢ではないと言われる、一般にも広く認知されている工学者。羊水染色体診断でダウン症が判明した時、堕胎を提案した。
近森 優子（ちかもり ゆうこ）
41歳。首都女子大学文学部国文学科の専任講師。辛い不妊治療を受け続け、顕微受精でようやく授かった子を失いたくなくて、夫の堕胎の提案を拒否する。
近森 武治（ちかもり たけはる）・弓子（ゆみこ）
博の両親。望美の生存は諦めるよう諭し、博の怒りを買う。

### 江嶋家
江嶋 英恵（えじま はなえ）
28歳。夫が精子欠乏症で、不妊治療を受けた後に顕微受精で妊娠。プロテインC欠損症。脳梗塞で倒れショック状態に陥った時の酸素不足が原因で、胎児が脳室周囲白質軟化症と診断される。脳梗塞の後遺症で下肢に麻痺が残り、歩行練習をしようとした際に肺塞栓症になり急死する。
江嶋 敏幸（えじま としゆき）
英恵の夫。胎児が脳室周囲白質軟化症と診断され、生まれても脳性麻痺になる可能性が高いと宣告された時には、半狂乱となる。実は精子欠乏症。更に、体外受精で生まれた子供で、受精卵の取り違えの結果生まれた子供であった。
ノゾミ誘拐の主導役。病気を持った子供がほしくないのと、自分の父親の遺産目当てに胎児ごと英恵を殺し、不倫相手で共犯の川原も殺害。父の遺言状によって子供が居ないと遺産がもらえないため、HLGの卵子を買って優秀な子を誰かに産んでもらおうと考え、その資金欲しさにノゾミを誘拐した。子供の障害が判明した後に行った養子縁組説明会で出会った河窪に計画の片棒を担がせ、ノゾミを彼に渡した。
江嶋 昌幸（えじま まさゆき）
敏幸の異母兄。焼津にある食品加工会社の社長。
江嶋 杏子（えじま きょうこ）
昌幸の妻。長男・幸彦を白血病で亡くす。その後、第二子を妊娠するが、帝切創部妊娠が原因で子宮を摘出した。
江嶋 幸正（えじま ゆきまさ）
昌幸・敏幸の父。焼津で食品加工会社を立ち上げ、一代で財産を築き上げた。
江嶋 真穂（えじま まほ）
幸正の後妻。銀座のクラブのホステスだった。敏幸を体外受精で妊娠した。

### 患者
岡山 聡子（おかやま さとこ）
不妊症の女性。採卵し妊娠するが、絨毛膜下血腫が出来、入院。
遠山 依子（とおやま よりこ）
須佐見の患者。35年前に非常な難産の末、悠里を産んだ。その後、子宮内膜癌になった時も須佐見が手術した。
斉藤 久美（さいとう くみ）
ホルモン異常が原因で、初潮以来ずっと月経が不順で、時々大量出血する少女。
須佐見 さえ子（すさみ さえこ）
須佐見の妻。仕事柄不規則な生活を送らざるを得ない夫と違い、人一倍健康には気を使ってきたが、胃癌と診断される。
横尾 昭子（よこお しょうこ）
58歳。インドで卵子提供を受け、体外受精で妊娠。妊娠合併症を併発し入院。

### 警察
西牟婁 義一（にしむろ よしかず）
警視庁捜査一課警部。47歳。ポアロのような口髭をたくわえている。長らく組織犯罪対策課にいたため、言動に荒いところがある。所轄の刑事たちの中には「ぎいちさん」と呼ぶ者もいる。
下地 浩介（しもじ こうすけ）
警視庁捜査一課警部補。38歳。学生時代はアメフト部所属。捜査のため速水と共にアメリカへ。
長谷 宏明（はせ ひろあき）
南品川署警部補。51歳。
沖 早苗（おき さなえ）
27歳。工学部出身で、近森のことも良く知っている。
速水 悠里（はやみず ゆり）
西牟婁の直属の部下。35歳。捜査のため下地と共にアメリカへ。実は妊娠2ヶ月であり、帰国後、つわりで入院する。

ジャック・フェルドマン
ロサンゼルス市警の刑事。
キャッシー山本
ロサンゼルス市警の刑事。巡査部長。日系三世。
クリス・サントス
警視。HLG事件の捜査責任者。

### その他
ジョージ・オメガー
カリフォルニア州に本社を置くバイオベンチャー企業「ハッピー・ライフ・ゲノム社」（HLG社）の第三営業部長。
槙居 由佳（まきい ゆか）
41歳。バツイチ。
河窪 悟（かわくぼ さとる）
28歳。由佳の恋人。父親に由佳との結婚を反対されている。
最終的なノゾミ誘拐の犯人と目されるも、最後まで作中で姿を現す事はなかった。その動機は結婚の口実のために子供がほしかった事と推測されている。
関山 賢（せきやま けん）
都立成育医療センター研究所 胎児遺伝子治療研究班。慶和大学産婦人科講師。桧垣と同じ時期にアメリカのタフト大学に留学していた。桧垣とは親友。
平井 恵一（ひらい けいいち）
都立成育医療センター研究所 胎児遺伝子治療研究班。第十一研究室主任。早昭大学理学部出身。遺伝子の化学構造の解析においては国内でも指折りの研究者。
梅谷 聡美（うめたに さとみ）
都立成育医療センター研究所 研究助手。25歳の時に、子宮内でダウン症の胎児を亡くした。精神的な後遺症に4年間苦しんだ後、30歳で第一子を出産。亡くした子どもの妊娠時の担当医が桧垣で、ダウン症の研究をしていると知り、研究助手として加わる。

## 書誌情報
- デザイナーベイビー（2011年7月8日、早川書房、ISBN 978-4-15-209223-6）
- デザイナーベイビー 上（2013年8月9日、ハヤカワ文庫JA、ISBN 978-4-15-031124-7）
- デザイナーベイビー 下（2013年8月9日、ハヤカワ文庫JA、ISBN 978-4-15-031125-4）
- デザイナーベイビー〔新版〕（2015年9月8日、ハヤカワ文庫JA、ISBN 978-4-15-031202-2）

## テレビドラマ
『デザイナーベイビー - 速水刑事、産休前の難事件 -』（デザイナーベイビー はやみずけいじ さんきゅうまえのなんじけん）のタイトルで、2015年9月22日から11月10日までNHK総合のドラマ10枠で放送された。主演は黒木メイサ。
スピンオフドラマ『刑事・土橋福助』が製作される。
ドラマでは、速水悠里は妊娠8か月で、夫の下地はカフェのオーナーで思春期の連れ子がいるという設定に変更されている。

### あらすじ（テレビドラマ）
城南大学付属病院から生後1週間の赤ちゃん、ノゾミが誘拐された。彼女はノーベル賞間近といわれる物理学者、近森博と、元マラソン選手の優子の子供で、3時間おきに水を与えないと脱水症状を起こすという命にかかわる病気を持っている。助産士はノゾミを優子に渡したと言い張り、優子はもらっていないと言い争いになる。病院側は警察を呼ぶが、母親は事情聴取に応じない。近森夫妻の優秀な子供だから狙われたというのが警察の最初の見解であった。警察上層部は「妊婦だから捜査に最適」という理由だけで翌日から産休の予定だった速水悠里を捜査に加える。
急患を装い病院に潜入した速水は早速、優子がノゾミから目を離した事を指摘した。そこで、病院関係者に的を絞って捜査が開始され、真っ先に疑われたのが唯一アリバイが無い産婦人科医の須佐見だったが、速水から犯人はただ単に子供が欲しかったのが動機ではと言われた須佐見には犯人に心当たりが有った。出産の際に子供が死んだのは須佐見の医療ミスのせいだと思っている夫婦、岸田裕也とトモ夫妻である。岸田家に須佐見が電話をかけると裕也の声の後ろで赤ちゃんの泣き声が聞こえた。
岸田のアパートに警察が駆けつけた時にはすでにもぬけの殻だった。その後、須佐見に脅迫電話が掛かる。電話の主は裕也だった。二度目の電話に速水が優子のフリをして「返して！」と叫ぶと、裕也は須佐見に2000万円の身代金を要求し持ってこさせるが、約束の時間になっても姿を現さず事件発生から3時間が経過。与那国管理官からこの状況の推論を問われた速水は赤ちゃんの容態が急変したか、トモが赤ちゃんを連れて裕也の下から消えたと答え、事実、トモは「ごめんね」という置手紙を残して赤ちゃんと一緒に行方をくらましていた。
一方で速水は気分が悪くなり、須佐見にはついていかずに岸田夫妻の身辺捜査をすると、トモは城南病院の不妊治療「トータルケアプロジェクト」を受けており、そのために度々仕事を休まなくてはならないために仕事を辞めた事と、「死産だったのは罰が当たった…」というのをトモが言っていた、という証言を複数得た。速水の相棒である土橋が裕也を見つけて追い回すが取り逃がし、犯人を泳がそうと考えていた警察上層部は速水と土橋を叱り付ける。その後、裕也は須佐見を殺そうと襲い掛かった所を警察に追い詰められて投身自殺を図り、意識不明に。その後トモは赤ちゃんとともにいて病院に電話をかけた所を警察に確保されたが、その赤ちゃんはノゾミではなく、別の病院から誘拐された子供とすりかえられていた。トモが赤ちゃんを誘拐した動機は、自分が死産だったのに近森夫婦が赤ちゃんに無防備だったことに腹を立てたからであった。一方、須佐見は岸田夫妻に関する資料を焼却する。実は、トモの卵子は妊娠不可能な物であった。山原は速水に卵子の若返りの話しをし、「それをやったら学会から追放される」と語る。
赤ちゃんをすりかえたのは城南大学付属病院の院長、峠縁郎の息子、峠則孝であった。勉強をしないために父親に山に閉じ込められるなどされた上で出来損ないと言われ続け、就職先でもうまくいかず、会社の金を横領して監査が入る前に身代金で補填しようとしていた。則孝は「トータルケアプロジェクト」をネタに縁郎と病院を強請り、廃工場へ縁郎に身代金を持ってこさせるも、縁郎をつけていた速水と土橋が物音を立ててしまったことで彼らに気づき、縁郎が警察に自分を売ったと勘違いし自暴自棄になり、警察に追い詰められて奥多摩の渓流に泣き声がするおくるみを投げ捨てた。その場に居合わせた近森夫妻は狂乱する。
実はこのおくるみはダミーでノゾミは共犯者の病院長秘書の有吉に託されていた。速水は病院へ戻る車中で峠縁郎から病院が日本では禁じられている卵子の核移植を行っていたことを聞かされる。与那国は自分と警察の保身のために、公開捜査を訴える速水を退け事件の非公開を続け、赤ん坊を保護してDNA鑑定を行うまで近森夫婦にノゾミが生きている事を伏せる事を決める。峠縁郎は病院長を引責辞任し、須佐見が院長代行となる。須佐見は「トータルケアプロジェクト」の凍結を決定し、崎山はその研究室の後片付けをしていたところ、プロジェクトの中核である皆本のデスクからプロジェクトや彼には必要ない遺伝子切断に使う制限酵素の伝票を発見。さらにノゾミに関する不審な資料も発見されたところに崎山へ有吉から電話が掛かる。有吉は赤ん坊の処遇を崎山に電話で相談し、崎山は誰にも知られないように自ら指定した乳児院でノゾミを回収することに成功したが、まもなく、病院の研究室からノゾミを奪われ自殺に見せかけて転落させられた。ノゾミを引き取りに慌てて病院から出かける際、崎山は出会い頭に会って自分を詰問した須佐見に「病院に爆弾が仕掛けられている」と語っていた。
一方、近森夫妻は息子の新(アラタ)の白血病の容態が急変したことで、更なる焦りを覚える。実はノゾミは新とHLAを完全一致させて生み出された「救世主兄弟」だった。新は急性前骨髄球性白血病で、施せる治療をほぼ全てやりつくした上での再発だったため施せる治療法が骨髄移植しかなく、ノゾミを出産した時の臍帯血の造血細胞が足りないことが判明したため、須佐見から2日以内に適合するドナーの骨髄を必要とする状況になった、と伝えられる。ノゾミをドナーにした場合、ノゾミの命の保障はないが、優子は「そのためにノゾミを生んだ」と引き下がらない。
与那国に無断で捜査を続行した速水は崎山の研究室で須佐見とともにノゾミが新の救世主兄弟であるという資料を発見する。その後、独りになった速水は製薬会社から崎山に掛かってきた電話で崎山が制限酵素について調べていた事を知り、それが何に使うものかを須佐見に訊ねてゲノム編集のための遺伝子切断という回答を得る。その後、土橋が速水にノゾミの話をしていたのを偶然博に聞かれてしまい、ノゾミが生きている事が近森夫妻にバレてしまう。夫妻は「もう警察を信じない」と捜査陣を非難し、優子はノゾミと新の事情を説明して「2日以内にノゾミを返して」と与那国に言うが、与那国はそれは無理と語る。この時点では犯人に繋がる情報は何も無かった。優子は博の伝を使いネット生放送で「2日以内にノゾミを見つけないといけない」と事件を暴露。それを阻止するように与那国に命令された速水だったが、犯人を動かすためにわざと命令違反をしたため与那国から事件から外され帰宅を命じられる。この放送で警察は事件を公開捜査にせざるを得なくなった。来る情報はどれもガゼばかりだった。皆本はこの放送を利用して自らが行っていたゲノム編集を公開し、近森夫妻の子供たちの話で同情を得て世間にこれを認めさせようと高らかに山原に語る。
下地の喫茶店に戻った速水の携帯電話に須佐見から呼び出しがかかる。杖を突く博を疑問に思って調べたところ、彼は50％の確率で遺伝する遺伝性進行性神経変性疾患を発症しており、ノゾミの着床前診断を希望するも、30歳までは普通に生活できる病気だからという理由で却下されていたというのだ。そこへ崎山の容態が急変し、二人の目の前で崎山は死亡する。脳に出来た血栓を溶かすためのヘパリン注射が怪しいとにらんだ須佐見が薬剤の在庫情報を調べるとプロタミンが1瓶紛失しており、薬剤保管庫の入退室記録を閲覧すると山原が怪しいということになった。
しかし山原には崎山を殺す動機が無い。その頃、山原は皆本からノゾミの居場所がプロジェクトの元患者であることを聞きだす。そこへ赴くと赤ちゃんと、研究室から皆本が運び出した山原の卵子が入った凍結タンクがあった。山原は自分が胚培養して生まれた子供と暮らす母親からこれらを皆本から押し付けられた事を「協力するとは言ったが、これじゃ脅迫じゃないですか」と言われる。山原は凍結タンクの中を破棄し、赤ちゃんを連れ去り逃亡。後からやってきた皆本は山原の反乱に嘲り笑う。全ての罪を山原に着せようとゲノム編集の話を警察にした皆本を速水は怪しむが、与那国は山原とノゾミの確保が最優先と言って皆本を放っておく。その夜、ホテルの宴会場で記者会見を開いた近森夫妻。
会見前に博は速水から彼女が須佐見から聞いた博の事情を話し、「奥さんの思いと違っても自分の思いを語って欲しい」と言われ、会見で博は「私はノゾミに戻ってきて欲しくない。なぜならその後のことが怖いから」と、ノゾミが新のドナーとなるべく生まれた救世主兄弟であることを暴露。会場の速水や取材陣からの「母親なら子供を好きにしてもいいのか!?」という非難に対し優子は「そのためにノゾミを産んだ」と博を残して会場を去る。

### キャスト

#### 警視庁関係者
速水 悠里（はやみず ゆうり）
演 - 黒木メイサ
妊娠8か月で庶務課へ異動したが、新生児誘拐が発生したのに伴い警視庁捜査一課特殊犯捜査係の現場へ復帰。相棒の土橋、先輩の西室らと共に捜査へ乗り出す。身重のため足は遅いが、冷静な着眼力と推理で犯人の心理と行動を把握し、事件を解決へ導いていく。一方でアグレッシブな所があり、しばしば単独で聞き込み調査をしたり、土橋を置いてけぼりにして勝手に持ち場を離れたりしている。
夫の浩介および連れ子の雄介とは仲が良い。ただしゾンビが嫌いだが、ゾンビが好きでやたらとゾンビ物の作品を見せようとする雄介の誘いを断れない。
土橋 福助（どばし ふくすけ）
演 - 渡辺大知
警視庁捜査一課特殊犯捜査係。速水の相棒および夫役。かつて新宿で風俗取締りをしていたためか、言動は荒っぽく短気。
速水のサポートを行い運転と共同捜査・尾行が任務。しばしば速水の独走に振り回され、悠長とも取れる彼女の聞き込み調査に苛立っている。しかしドジが多く、偶然見つけた裕也を取り逃がす、尾行中に須佐見を見失う、峠父子の交渉中に物音を立てて気付かれ逃げられるなど失態を犯し、その度に速水や与那国などから叱られている。
西室 義一（にしむろ ぎいち）
演 - 手塚とおる
警視庁捜査一課特殊犯捜査係。速水と土橋の先輩で、2人から「ギイチさん」と呼ばれている。人質救出のために犯人と仲良くすることを速水に言い聞かせている。病院関係者の事情聴取が主な仕事だが、時には土橋らと共に外部捜査へ向かうこともある。
日村 健吾（ひむら けんご）
演 - 神保悟志
警視庁捜査一課特殊犯捜査係・係長。今回の誘拐事件の現場責任。今回の事件は妊婦が一番理解できるだろうからという理由で速水を現場に呼んだ。物語終盤では優子が事件を暴露するのを速水がわざと止めなかったため、事件の担当を外されるも、最終話では与那国の意向で現場に復帰した。
与那国 令子（よなぐに れいこ）
演 - 松下由樹
警視庁捜査一課・管理官。今回の誘拐事件の現場指揮官。自分の出世のために今回の事件を利用しようと考えており、独断で突っ走る速水を快く思っていない。

#### 城南大学附属病院関係者
須佐見 誠二郎（すさみ せいじろう）
演 - 渡部篤郎
産婦人科教授。周産期医学が専門で、生殖医療と分娩に力を入れている。分娩を軽視する病院の姿勢に疑問を感じており、「トータルケアプロジェクト」の関係者に不機嫌な態度を取る。速水に対しては産婦人科医として妊婦である彼女を放って置けずに、時に無茶をする彼女に辛辣な言動を取ることが多い。警察上層から何が何でも彼を犯人にしようとする執拗な尋問を度々受け、その度にのらりくらりとした言動ではぐらかすため、速水・土橋・西室らを戸惑わせており、特に土橋の怒りを買っている。
警察に対し非協力的な態度を取る一方で独自に病院の内部調査を手掛け、プロジェクトの解明に乗り出す。峠が2件目の誘拐事件で失脚すると自ら病院長代行に就任、マスコミなどの対応に当たりつつ速水と協力してプロジェクト調査を進めていき、ノゾミが新を助けるための救世主だと解明した。皆本が警察に逮捕された後は西室から速水の伝言を受け取り、山原の体に関する秘密を速水に伝え、事件解決後は一連の責任を取り病院長代行を辞職した。
崎山 典彦（さきやま のりひこ）
演 - 渡辺いっけい
産婦人科特任教授。高度生殖補助医療プロジェクト「トータルケアプロジェクト」の中心人物で、不妊の妊娠率を大幅に上げたと病院経営層の評判が高い。
峠と共にプロジェクトの存続のため警察や須佐見から情報を隠そうと図ったが、則孝の逮捕後峠が病院長を辞職、代行になった須佐見から事態収拾のため宇都宮市の系列病院への異動を言い渡される。引継ぎのための片付けの最中に皆本のデスクで見た制限酵素の伝票やプロジェクトの資料からノゾミの出自に疑問を持ち、有吉からノゾミを渡してもらうが、何者かによってノゾミを奪われた上、皆本に非常階段から落とされ殺されかけ、意識不明に陥る。脳に血栓が出来、意思疎通は出来ないが物を目で見て確認できるまで回復するが、皆本がすり替えた薬剤をそうとは知らない看護婦に注射されて殺された。
皆本 順（みなもと じゅん）
演 - 細田善彦
婦人科講師。近森親子の担当医。崎山を含めたプロジェクトのメンバーに内緒で受精卵のゲノム編集の研究を行っていたらしい。表向きは穏やかな好青年を装っているが本性は冷酷で、山原を笑顔で脅す一方、自分を探っていた崎山を躊躇なく階段から突き落としている。また、崎山が保管していたトモのデータファイルを盗み須佐見に匿名で送りつけ、彼に内部告発をけしかけたりしている。
崎山の意識が回復しつつあると知り、山原を使って入手したプロタミンを崎山に投与するヘパリンとすり替え、崎山を殺す。だが、山原に反逆されノゾミを奪われた上警察にもマークされ、須佐見と言い争いをしていた所を崎山に投与された薬を分析した西室らに逮捕された。
柊 奈智（ひいらぎ なち）
演 - 伊藤裕子
産婦人科医師。
山原 あけみ（やまはら あけみ）
演 - 斉藤由貴
産婦人科の胚培養士。人工授精が専門。偶然城南大学附属病院の屋上で速水と出会い、不妊治療について話し合ってからは速水の病院内の情報源となり、彼女のプライベートを聞かせてもらう代わりに不妊や遺伝子操作に関する質問を受け付けることになる。3件目のノゾミ誘拐犯。
かつて獣医学を学び動物のゲノム編集を研究していたが、皆本の推薦で城南病院に赴任している。独身で子供は無く仕事が生きがいだが、自分が手がけた子供を自分の子供のようにかわいいと思っている様子。6話で出会うことが無い精子と卵子を出会わせるために胚培養士になったと速水に語り、速水に「神にでもなったつもりですか?」と詰問され、「神にはなれないと思うのよね、この仕事していると」と答える。子供を授かることは諦めていたが、自分の卵子を冷凍保存していたため未練を残している。
遺伝子操作（ゲノム編集）で皆本と共にノゾミをデザイナーベイビーとして誕生させた一件で皆本に従属する関係となり、彼が崎山を突き落としてからは自分の卵子やノゾミも彼に差し押さえられたことを知り、ますます身動きが取れなくなっていた。だが、優子がネットを通じてノゾミの情報提供を募り、皆本がそれを利用してゲノム編集を世間に認めさせようと図ると反発、ノゾミに情が移っていたこともあり、大人達の都合からノゾミを守るため、皆本に脅された元患者の家を訪ねてノゾミと卵子タンクを発見、タンクを破棄してノゾミを抱え逃亡した。
優子の記者会見を見た後、電化製品店へ立て籠もり速水と新を連れてくるよう警察に要求、新の代わりに来た優子と速水を招く。店内で皆本の犯罪とゲノム編集に関わった理由などを話し、新のことしか考えていない優子と言い争いになるが、速水にノゾミを連れていないことを暴かれ（人形を抱えて偽装、ノゾミは檀家の寺へ預けていた）、日村率いる警察部隊に突入され逮捕された。ノゾミは事件後速水と土橋が寺へ急行し連れ戻した。
胚培養士になったもう1つの理由は運命を変えたかったからと速水に語っていたが、父から遺伝性進行性神経変性疾患を受け継ぎ、将来発症する恐れがあったためゲノム編集に取り組んでいた。また、同じ病気に罹っていた博に同情していたため、それがノゾミ誕生に手を貸したきっかけだった。
峠 緑郎（とうげ ろくろう）
演 - 柴俊夫
病院長で産婦人科医。「トータルケアプロジェクト」を立ち上げ出産率向上を目指していた。ノゾミ誘拐事件発生時はタイへ出張していたが、事件を受けて急遽帰国した。
プロジェクトの存続を考え崎山と協力していたが、息子の則孝がノゾミを楯に脅迫したことを受け、内輪で解決を図り1人で身代金を持ち出したが、偶然速水と土橋に見られ尾行された上、2人を見つけた則孝が逃亡して露見した。則孝が誘拐犯と警察に判明した後、則孝が再提案した金の受け渡し役に指名された博や警察と共に奥多摩へ向かうも、則孝がおくるみを橋から川へ投げ捨てた場面を見て愕然、速水の運転する車に乗り病院へ戻る途中、速水にプロジェクトの内容を話す。その後則孝の逃走ルートを突き止めた速水に同行、警察に連行される則孝を見送った後に病院長を引責辞任した。
「トータルケアプロジェクト」を始めた理由は、結婚から7年経っても妻が妊娠しないことに焦り、不妊治療が認められなかった過去の体験からだった（その後妻は自然に則孝を出産したが死亡している）。
大井出 慎（おおいで しん）
演 - 佐伯新
当院事務長。最初の誘拐事件が起こった時から須佐見に不信感を抱き、彼が裕也と電話をしている最中に乱入、話を台無しにして須佐見と口論になり、警察にも不満を漏らしていたが、峠が2度目の誘拐事件解決後に辞職、須佐見が病院長代行に就任してからは彼と共に病院内外への対応に当たる。
有吉 久美（ありよし くみ）
演 - 臼田あさ美
峠病院長の秘書で則孝の恋人。則孝の手先として2件目のノゾミ誘拐に関わる。峠ら病院関係者と共に誘拐事件にあたる一方、則孝の別荘と病院を行き来しつつ則孝に病院内の情報を提供していた。
則孝が奥多摩で警察を引き付けている隙に彼の指示でノゾミを抱えて脱出したが、行く当てがなく困惑した末に崎山に電話をかけ、密かにノゾミを崎山に渡した後に逃亡しようとしたが、ゆめが丘駅で先回りした日村ら警察に逮捕された。

#### 病院患者とその関係者
近森 優子（ちかもり ゆうこ）
演 - 安達祐実
マラソンの選手として有名だった陸上競技界の元トップアスリート。当院で女児（ノゾミ）を出産したが誘拐されてしまう。ノゾミは病気を持っていて3時間置きに水を飲ませないといけない。
白血病の長男（新）を溺愛しており、子供を生んだのは彼に適合する骨髄ドナーを得るためであった。もっとも、彼女は当初は臍帯血だけの提供を望んでおり、博が望むノゾミの骨髄の提供には反対していた。
ノゾミ誘拐で精神不安定になり、なかなか事件を解決出来ない警察に苛立ちをぶつけたり、奥多摩へ博が則孝へ金の受け渡しに向かうと後を追いかけるなど落ち着きを無くしていた。新の体調が悪化すると更に焦りを募らせ、与那国がノゾミの無事を隠していたことを知ると警察と手を切り、博の伝手を頼りノゾミの情報提供を世間に呼びかけるネット動画を配信したが、記者会見で博がノゾミ救出に反対、ノゾミの出生を暴露すると新を助けるために産んだと反論、世間の非難を浴びるようになる。
会見後にノゾミを誘拐した山原から新に会わせるように要求されると代わりに連れて行って欲しいと懇願、速水と共に山原と会う。そこでもノゾミを身代わりにして新を助ける趣旨を繰り返し主張して山原に非難されたが、山原が逮捕されノゾミも救出された後、新がノゾミを犠牲にしてまで助かりたくないことに気付かされ改心、ノゾミを新のドナーにすることを断念、別の治療法を探し出すことを公表した。
近森 博（ちかもり ひろし）
演 - 池内万作
優子の夫。物理工学博士。50％の確率で遺伝する遺伝性進行性神経変性疾患を発症しており左足が不自由で絶えず杖を突いている。わが子の誘拐に対しては優子よりは冷静に見える。自分の病気を子供に罹って欲しくないためにノゾミの着床前診断を希望するも、30歳までは普通に生活できる病気だからという理由で却下されていた。ノゾミを犠牲にしてでも新を救おうと優子には言っていたが、本心はノゾミを新の犠牲にすることを嫌がっていた。
感情的になりがちな優子を支えながら警察に協力、2件目の誘拐犯である則孝から身代金の受け渡し役に指名されると、不自由な体で警察に護衛されながら山中を歩くなど協力体制を取っていたが、則孝逮捕後ノゾミの無事を警察が隠していたことを知ると優子共々警察と決別した。だが、記者会見直前に現れた速水に本心を語るよう説得され、会見でノゾミの出生の秘密と自分の本心を明かし、そのことで優子とも関係が悪化したが、事件解決によりノゾミが連れ戻されると和解した。
近森 新（ちかもり あらた）
演 - 岡本拓真
近森夫妻の息子でノゾミの兄。6歳。白血病を再発しており骨髄移植でしか治らない。趣味はチェスで、西室が何度挑んでも勝てないほど強い。
2件目のノゾミ誘拐事件で母に連れられて山の中などを連れ回され、病院へ戻った後に感染症に罹り小児病棟の無菌室へ緊急入院し、移植準備を考慮すると2日以内にドナーを発見しないといけない状態になる。
岸田 トモ（きしだ トモ）
演 - 安藤玉恵
以前に産婦人科で「トータルケアプロジェクト」による不妊治療を行っていた患者。最初のノゾミ誘拐犯。
5年と決めていた不妊治療のタイムリミットが今年だったが、その治療で得た赤ちゃんを死産してしまった。28週の時に容体が悪くなり、赤ちゃんを取り出すか様子を見るかの判断を須佐見が行い、崎山がいなかったためそのままにするという判断をした（この件はどちらにしても危険な状態だったらしい）。不妊治療のために仕事を辞めており、死産後は10日は入院しなければならないのを他の妊婦と同じ部屋にいることに耐えられず5日で退院している。
裕也が病院と身代金の交渉に出向き潜伏先に取り残されると、赤ちゃんが泣き止まず不安に駆られ病院へ電話連絡、速水から赤ちゃんのあやし方を聞き、赤ちゃんを泣き止ませた後に駆けつけた警察に逮捕された。途中で何者か（則孝）によってノゾミを別の赤ちゃんとすり替えられてしまった事実は取調べ時に気付いたが、誘拐直後から誰かに付き纏われていたことを感じ取っていた。
岸田 裕也（きしだ ゆうや）
演 - 淵上泰史
トモの夫。運送業者で新宿近辺に土地鑑があった。最初にノゾミ誘拐犯と目された人物。
須佐見に電話をかけ、速水との交渉を経て須佐見から身代金をもらおうとしたが、トモとノゾミを置いて1人で交渉に出向いた際、速水と土橋を見つけ一旦姿をくらまし、身代金を持って来た須佐見を襲い、警察に追われた末に川に飛び降り意識不明になる。
トモが卵子の核移植を受けて授かった子供をそうとは知らされておらず他人の精子で受精したと勘違いしており、そのことでトモとの仲が険悪になっていっていた。
関本 レイ（せきもと レイ）
演 - つみきみほ
トモの実姉。

#### その他
峠 則孝（とうげ のりたか）
演 - 柿澤勇人
緑郎の息子。製薬会社社員。素行が悪く医師を諦め、コネで製薬会社に入る。2件目のノゾミ誘拐犯。
多額の金を勤め先から横領し、監査前に補填する必要に迫られ、父から金をゆすり取るためと父に恥を掻かせるためにノゾミを連れ去った。当初は単に父から借金を申し出るつもりだったが、外国出張で父が不在だったため焦っていた時にノゾミを誘拐した岸田夫妻を目撃、彼らを尾行して裕也が身代金交渉のため単独で出かけ、トモがノゾミを抱えて病院（城南大学附属病院とは別の病院）へ駆け込んだ隙を見てノゾミを別の赤ちゃんとすり替えた。かつて父から提供された奥多摩の別荘をアジトにし、有吉を通して病院内の様子を探っていた。
最初の誘拐事件解決後に父とコンタクトを取り脅迫、廃工場で金を受け取る算段だったが、現金受け渡しの場面を偶然速水・土橋に見られて「父が裏切った」と勘違いした思いを抱えた状態で警察に追われ、奥多摩で警察や近森夫妻の目の前で赤ん坊の泣き声がするおくるみを谷川に投げ捨て、警察の目を引き付けた隙に身代金入りバッグを奪い取り（おくるみはダミーで、ノゾミは有吉に任せていた）、土地鑑があったことを生かし警察の包囲網を潜り脱走した。
しかし逃亡中に足を負傷し、近辺の別荘に逃げていた所を速水ら警察に追われ、負傷のため動けず休んでいた時、地元の子供・亮太を人質にしたが移動先を突き止めた速水に取り押さえられ、応援に駆けつけた警察に逮捕された。連行される際に亮太から「今からでもやり直せる」と励まされ、速水について来た父に見送られた。
下地 浩介（しもじ こうすけ）
演 - 山崎樹範
速水の夫。元ミュージシャンでカフェの経営者。先妻とは死別。速水の仕事を尊重しつつも、妊娠検査へ行かない彼女を心配している。
下地 雄介（しもじ ゆうすけ）
演 - 若山耀人
浩介と先妻との息子。14歳。思春期真っ只中で、浩介を呼び捨てにする一方で速水のことは「悠里さん」と呼んでいるが、2人との仲は良好。
父と同じく速水を気遣っているものの、お腹の中の子供の事を考えていないように見える速水に子供の事を考えるよう苦言を言う。ゾンビが好きで、速水と共にホラー映画を見た時に手に入れたゾンビのフィギュアを速水にプレゼントしている。

### スタッフ
- 原作 - 岡井崇
- 脚本 - 早船歌江子
- 演出 - 岩本仁志（NHKドラマ初演出）
- 音楽 - 池頼広
- 主題歌 - 清水翔太「花束のかわりにメロディーを」（Sony Music Records）[6]
- 制作統括 - 磯智明（NHK）、長沼誠（日テレアックスオン）

### スピンオフドラマ
『刑事・土橋福助』（けいじ どばしふくすけ）と題して本編の主人公・速水刑事とコンビを組む土橋刑事を主人公としたスピンオフドラマが製作され（2分、全8回）、深夜枠で放送（本編と同日=放送日付け上。実際の時間は水曜未明）されるほか、公式ホームページでも公開された。出演は土橋・西室・日村の3人。

### 放送日程
| 各話   | 放送日   | サブタイトル（本編） | サブタイトル（スピンオフ） |
| ------ | -------- | -------------------- | -------------------------- |
| 第1話  | 9月22日  | ノゾミ               | 2000万円の身代金           |
| 第2話  | 9月29日  | 身代金               | 現場刑事対キャリア刑事     |
| 第3話  | 10月06日 | チェンジリング       | ホントにあった！怖い話     |
| 第4話  | 10月13日 | 爆弾                 | 一課のプライド             |
| 第5話  | 10月20日 | 核移植               | 仕事の流儀                 |
| 第6話  | 10月27日 | 救世主               | 謎の男、ギイチ             |
| 第7話  | 11月03日 | 公開捜査             | 日村係長の立てこもり事件！ |
| 最終話 | 11月10日 | 母の条件             | 終わりの終わり             |